# جيمس إم. غارنت
جيمس إم. غارنت هو سياسي أمريكي، ولد في 8 يونيو 1770، وتوفي في 23 أبريل 1843. انتخب عضو مجلس نواب الولايات المتحدة عن ولاية فرجينيا ‏ وانتخب عضو مجلس النواب الأمريكي ‏.